# Rajendra Narayan Singh Deo
Rajendra Narayan Singh Deo (Balangir, 31 marzo 1912 – Balangir, 23 febbraio 1975) è stato un principe e politico indiano.
Fu Maharaja di Patna dal 1924 al 1948. Dopo l'abolizione della monarchia, fu presidente del partito politico Ganatantra Parishad dal 1950 al 1962 e presidente dello stato di Odisha del partito Swatantra. Fu primo ministro di Orissa dal 1967 al 1971.

## Biografia

### I primi anni
Rajendra Narayan Singh Deo era figlio del raja Aditya Pratap Singh, sovrano dello stato di Seraikela, e di Padmini Kumari Devi. Fu poi adottato dal maharaja Prithwiraj Singh Deo di Patna. Studiò al Mayo College di Ajmer ed al St. Columbia's College d Hazaribagh. Divenne maharaja di Patna nel 1924, assumendo i pieni poteri nel 1933 quando raggiunse la maggiore età. Fu nominato cavaliere commendatore dell'Ordine dell'Impero Indiano nel 1946 dalle autorità dell'India britannica.

### La carriera politica

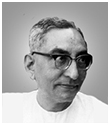
Rajendra Narayan Singh Deo negli anni della maturità

Nel 1951, Rajendra Narayan Singh Deo, dopo l'abolizione della monarchia, si buttò in politica e venne eletto nel primo mandato del Lok Sabha per la costituente di Odisha come candidato per il partito Ganatantra Parishad.
Nel 1957, venne eletto all'assemblea legislativa di Odisha per la costituente di Titlagarh divenendo leader dell'opposizione nella medesima assemblea. Dopo la caduta del governo dell'Indian National Congress, la Ganatantra Parishad formò un governo di coalizione con i congressisti il 22 maggio 1959. Rajendra Narayan Singh Deo divenne ministro delle finanze di questo governo. Il governo di coalizione collassò ad ogni modo il 21 febbraio 1961. Nel 1961, venne rieletto all'assemblea legislativa di Odisha per la costituente di Kantabanji. Nel 1948, lo stato principesco di Patna fu fuso con il Dominion dell'India.
Nel 1967, venne nuovamente eletto all'assemblea legislativa di Odisha per la costituente di Bolangir divenendo primo ministro di Odisha l'8 marzo 1967. Guidò la coalizione di governo costituita dal partito Swatantra e dall'Orissa Jana Congress di Harekrushna Mahatab. Si dimise il 9 gennaio 1971. Nel 1971 e nel 1974, venne rieletto membro dell'assemblea legislativa di Odisha per la medesima costituente.
Morì il 23 febbraio 1975.